# Monica Twum
Monica Twum, née le 14 mars 1978, est une athlète ghanéenne.

## Carrière
Elle est médaillée de bronze du relais 4 x 100 mètres aux Championnats d'Afrique d'athlétisme 1998 à Dakar.
Aux Jeux africains de 1999 à Johannesbourg, Monica Twum est médaillée de bronze du 200 mètres et du relais 4 × 100 mètres. Elle remporte aux Championnats d'Afrique d'athlétisme 2000 à Alger la médaille d'or du relais 4 × 100 mètres et la médaille de bronze du 100 mètres.
Elle est éliminée en séries du 100 mètres, du 200 mètres et du relais 4 × 100 mètres féminin aux Jeux olympiques d'été de 2000 à Sydney.